# Eugraphe superba
Eugraphe superba är en fjärilsart som beskrevs av Bang-haas 1910. Eugraphe superba ingår i släktet Eugraphe och familjen nattflyn. Inga underarter finns listade i Catalogue of Life.